# Acrosemia
Acrosemia is een geslacht van vlinders van de familie spanners (Geometridae), uit de onderfamilie Ennominae.

## Soorten
- A. dichorda Hampson, 1904
- A. molpina Schaus, 1901
- A. naranja Schaus, 1901
- A. quietaria Felder, 1875
- A. tigrata Schaus, 1901
- A. undilinea Warren, 1897
- A. vulpecularia Herrich-Schäffer, 1855